# (163) Erigone
(163) Erigone ist ein Asteroid des inneren Hauptgürtels, der am 26. April 1876 vom französischen Astronomen Henri Joseph Perrotin am Observatoire de Toulouse entdeckt wurde.
Die Bibliotheke des Apollodor erwähnte Erigone als Tochter von Ikarios, die sich erhängte, als sie erfuhr, dass ihr Vater von betrunkenen Hirten getötet worden war. Sie wurde daraufhin als Sternbild Jungfrau an den Himmel versetzt. Laut Pausanias war Erigone eine Tochter von Aigisthos und Klytaimnestra und hatte einen Sohn mit Orestes. Sie stellte Orestes wegen Mordes an ihrer Mutter vor Gericht und erhängte sich, als Orestes vor dem Areopag freigesprochen wurde.

## Wissenschaftliche Auswertung
Aus Ergebnissen der IRAS Minor Planet Survey (IMPS) wurden 1992 erstmals Angaben zu Durchmesser und Albedo für zahlreiche Asteroiden abgeleitet, darunter auch (163) Erigone, für die damals Werte von 72,6 km bzw. 0,05 erhalten wurden. Eine Auswertung von Beobachtungen durch das Projekt NEOWISE im nahen Infrarot führte 2011 zu vorläufigen Werten für den Durchmesser und die Albedo im sichtbaren Bereich von 81,6 km bzw. 0,03. Ein Vergleich von Daten, die von 1978 bis 2011 an der Sternwarte Ondřejov in Tschechien und am Table Mountain Observatory in Kalifornien gesammelt wurden, mit den Daten von NEOWISE führte 2012 zu Werten für den Durchmesser und die Albedo von 81,6 km bzw. 0,04. Nach der Reaktivierung von NEOWISE im Jahr 2013 und Registrierung neuer Daten wurden die Werte 2015 mit 69,7 km bzw. 0,05 angegeben, diese Angaben beinhalten aber hohe Unsicherheiten.
Der Asteroid (163) Erigone wurde erstmals photometrisch beobachtet vom 30. Dezember 1980 bis 13. Februar 1981 am Table Mountain Observatory in Kalifornien. Bei Messungen in vier Nächten konnte eine Lichtkurve aufgezeichnet werden, aus der eine Rotationsperiode von 16,136 h abgeleitet wurde. Eine Auswertung archivierter Lichtkurven des United States Naval Observatory in Arizona und der Catalina Sky Survey ermöglichte einer Forschergruppe in einer Untersuchung von 2011 die Bestimmung einer Rotationsperiode von 16,1403 h in Verbindung mit einer retrograden Rotation. Vom 1. bis 18. März 2014 erfolgten weitere photometrische Messungen von (163) Erigone. Mehrere Beobachter in New Mexico, Colorado, Arizona und Massachusetts hatten unabhängig voneinander Untersuchungen des Asteroiden begonnen. Als sie von ihrer jeweiligen Arbeit erfuhren, waren sie bereit, ihre Messergebnisse zu teilen. Die kombinierten Daten führten zur Bestimmung einer Rotationsperiode von 16,136 h.
Aus archivierten Daten der Lowell Photometric Database konnten dann in einer Untersuchung von 2016 mit einem ellipsoidischen Gestaltmodell für (163) Erigone eine Position der Rotationsachse mit einer retrograden Rotation sowie eine Rotationsperiode von 16,1402 h bestimmt werden. Ebenfalls aus archivierten Lichtkurven und weiteren eigenen Messungen im November und Dezember 2016 am BlueEye600-Observatorium in Tschechien wurde eine Rotationsperiode von 16,1403 h bestimmt und ein 3D-Modell des Asteroiden mit zwei alternativen Rotationsachsen für retrograde Rotation berechnet.
Aus archivierten Daten des Asteroid Terrestrial-impact Last Alert System (ATLAS) aus dem Zeitraum 2015 bis 2018 konnte in einer Untersuchung von 2022 mit der Methode der konvexen Inversion eine Rotationsperiode von 16,1405 h berechnet werden.
Abschätzungen von Masse und Dichte für den Asteroiden (163) Erigone aufgrund von gravitativen Beeinflussungen auf Testkörper hatten in einer Untersuchung von 2012 zu keinen als sinnvoll erachteten Ergebnissen geführt.

## Bedeckung von Regulus
Am 20. März 2014 erfolgte eine Bedeckung des hellen Sterns Regulus durch (163) Erigone. Das Ereignis dauerte etwa 14,3 s und wäre in einem schmalen Streifen vom Nordatlantik über den äußersten Nordosten der Vereinigten Staaten bis Kanada zu beobachten gewesen, auch die Stadt New York lag in der Schattenzone. Wegen schlechten Wetters konnte das Ereignis aber nirgends beobachtet werden.

## Erigone-Familie
(163) Erigone ist das größte Mitglied einer Asteroidenfamilie mit ähnlichen Bahneigenschaften, wie eine Große Halbachse von 2,29–2,44 AE, eine Exzentrizität von 0,19–0,22 und eine Bahnneigung von 4,2°–6,0°. Die mittlere Albedo liegt bei 0,07. Der Erigone-Familie wurden im Jahr 2019 etwa 3300 bekannte Mitglieder zugerechnet, ihr Alter wurde in einer Untersuchung von 2015 auf etwa 212 ± 68 Mio. Jahre angenommen, während eine neuere Untersuchung von 2019 das Alter auf 224 ± 36 Mio. Jahre schätzte. Die Familie könnte entstanden sein, als ein Ursprungskörper von etwa 92 km Durchmesser von einem Impaktor mit einer Größe von mindestens 3 km getroffen wurde, wodurch er etwa 31 % seiner Masse verlor.